# Площа Ринок, 22
Будинок № 22 площі Ринок у Львові.

## Історія

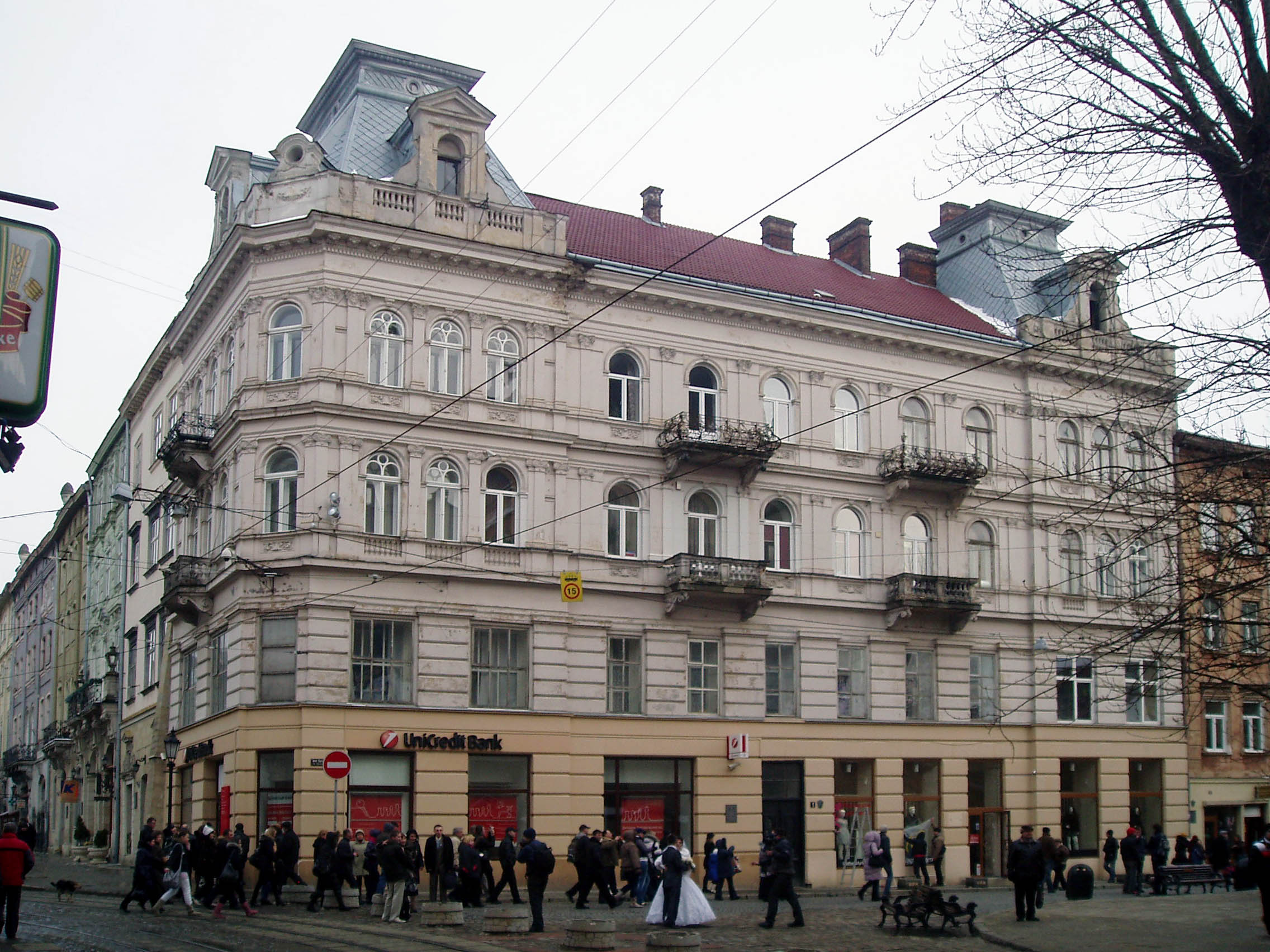
Кам'яниця з боку Галицької вулиці

Будинок на пл. Ринок, 22 побудований у XVI ст. на місці давньої кам'яниці, яка належала Павлу Єльонку , який був львівським бурмістром під час епідемії 1558 р. 
Кам'яниця належала також Маєрановським і Шліхтинам. Частина будинку належала деякий час до цеху кушнірів. 
У 1767 р. її викупив ксьондз Мікульський. У 1870-х рр. будинок належав Марії Герміні Малльнер. 
У кінці XIX ст. – на початку ХХ ст. кам'яниця належала власникам Джоелю Бардаху та Марії Франкель. 3 червня 1892 р. маґістрат затвердив  проєкт реконструкції триповерхового будинку на пл. Ринок, 22 (архітектор Альфред Каменобродський). У 1893 р. проєкт фасадів триповерхової кам'яниці на пл. Ринок, 22 на кошти власників Джоеля Бардаха та Марії Франкель виконав архітектор Міхал Фехтер. Проєкт на виконання отвору для встановлення ліфта та залізних сходів у крамниці Марії Франкель виконав у 1911 р. архітектор Іван Левинський. 
У 1930-х рр. будинок належав Бардашу Генрику.
Станом на 2010 р. будинок в основному використовується як житловий (помешкання на 1—4 поверхах). Цокольний поверх займає відділення № 30 «UniCredit Bank».

## Архітектура
Будинок зведений на північному боці площі Ринок, в наріжний. Побудований з цегли, тинькований, чотириповерховий, в плані прямокутний.
Фасади від пл. Ринок та від вул. Галицької зведені у кінці XIX ст. у стилі еклектики. Перший і другий поверхи будинку рустовані лінійним рустом, прорізані великими прямокутними вікнами. Третій і четвертий поверхи почленовані плоскими пілястрами, завершеними на третьому поверсі іонічними капітелями, на четвертому — корінфськими. На рівні третього поверху виступають балкони з ліпним огородженням на таких же кронштейнах; на рівні четвертого балкони мають металеві ажурні огородження і ліпні кронштейни. Вікна третього і четвертого поверхів — прямокутні, завершені архівольтами та прикрашені замковими каменями.
Фасади завершені профільованим карнизом з модульонами, рядом сухариків та іонічним поясом та балюстрадою з балясин. На даху поміщені люкарни, завершені трикутними сандриками і прорізані прямокутними вікнами з архівольтами.